# Вудбери (Минесота)
Вудбери (енгл. Woodbury) град је у америчкој савезној држави Минесота.

## Демографија
По попису из 2010. године број становника је 61.961, што је 15.498 (33,4%) становника више него 2000. године.
| Група             | 2000.          | 2010.          |
| Белци             | 41.238 (88,8%) | 49.016 (79,1%) |
| Афроамериканци    | 1.168 (2,5%)   | 3.487 (5,6%)   |
| Азијати           | 2.329 (5,0%)   | 5.660 (9,1%)   |
| Хиспаноамериканци | 996 (2,1%)     | 2.329 (3,8%)   |
| Укупно            | 46.463         | 61.961         |